# Horse-Ball

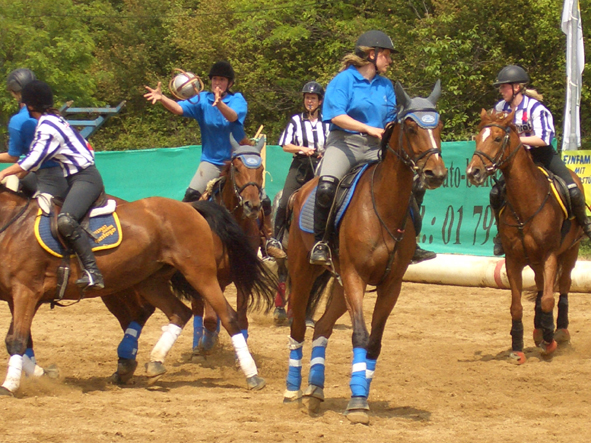
Partita a Horse-Ball

Horse-Ball è uno sport di squadra equestre.
La pratica di horse ball era inizialmente un esercizio di messa in sella, inventato dal capitano Clave (anni 1930) in Francia. Ancora oggi, i valori pedagogici e ludici della disciplina sono utilizzati in tutti i centri equestri e poney club francesi e stranieri. Ciò permette di fare scoprire un'altra forma d'equitazione, ai piccoli come ai più vecchi. Fair play, lo spirito sportivo, è tra i principi essenziali dell'Horse Ball, cosa che lo avvicina ai valori sviluppati dal rugby. L'etica ed il rispetto dei cavalli disciplinano tutto lo svolgimento delle competizioni nonché le regole del gioco.
L'obbligo di effettuare 3 passaggi tra 3 giocatori diversi di una stessa squadra, prima di potere segnare un canestro, ne fa un vero sport collettivo: è ciò che fa la differenza tra Horse Ball e le altre discipline equestri. Numerose competizioni nazionali ed internazionali sono organizzate oggi in Europa e non solo. Questi incontri raccolgono sempre più partecipanti e spettatori e sempre più giovani, non è raro vedere squadre composte da famiglie. Infatti, l'Horse Ball è accessibile a tutti, indipendentemente dall'età ed il livello equestre dei cavalieri: esistono la categoria giovanissimi, per i bambini di 5-6 anni, la categoria esordienti 9-12, allievi 12-14, cadetti 14-16 anni e infine la categoria senior.
Per il 2009, il Campionato Italiano di Prima Divisione prevedeva sei giornate: a Verolanuova (BS), 28 e 29 marzo; a La Mandria (TO), 25 e 26 aprile; S.Agata (MI), 30 e 31 maggio. Il campionato, cui hanno partecipato le squadre: La Bellaria, La Selva, Lo Scrivia 1 e Valcurone, è stato vinto dal Valcurone.

## Regole

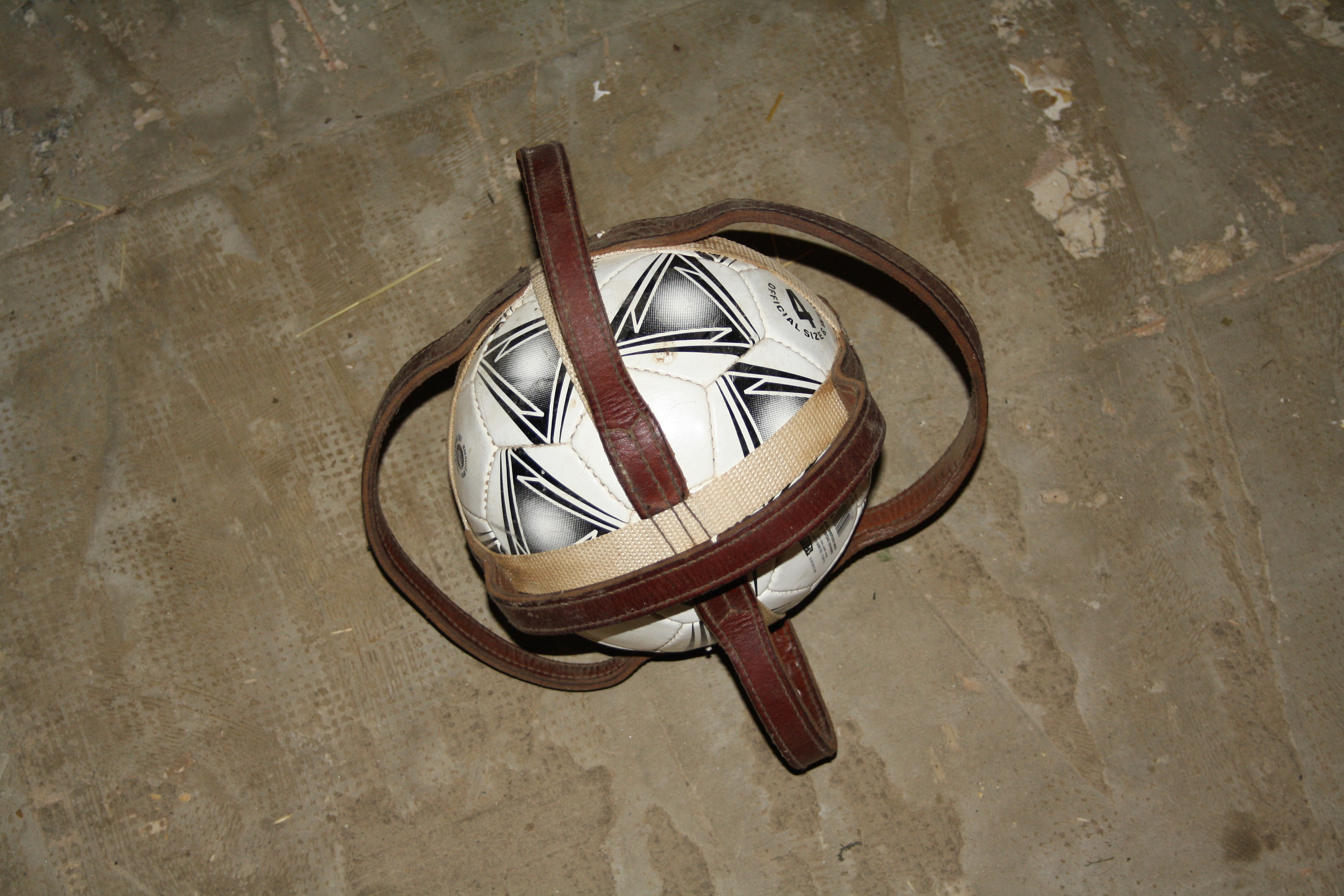
Palla per horse-ball, con le caratteristiche cinghie (o maniglie) di cuoio

La partita, che si gioca su un campo lungo fra 60 e 75 metri e largo fra 20 e 30 metri, è divisa in due tempi di 10 minuti ciascuno, separati da un intervallo di 3 minuti. Ogni squadra può richiedere, in ciascuno dei due tempi, un "tempo morto" della durata di 30 secondi.
La palla, di cuoio e della circonferenza di 65 cm, è racchiusa in una rete formata da sei maniglie di cuoio. Le squadre sono composte da un numero massimo di giocatori pari a sei: di questi possono essere presenti sul terreno di gioco al minimo tre e al massimo quattro. Per ogni squadra deve essere presente una formazione di difesa e una d'attacco. La squadra che inizierà per prima (estratta a sorte dalla giuria/arbitro), rappresenterà l'attacco, la seconda, dunque quella non nominata, sarà invece denominata difesa. La difesa,ad inizio partita è posta di spalle rispetto alla squadra attaccante. Non vi sono limiti al numero di sostituzioni che si possono effettuare.
Vince la partita la squadra che effettua il maggior numero di canestri e in caso di uguale numero di canestri la partita è pari. Il canestro è valido se la palla ha interamente superato il cerchio del canestro. I due canestri sono posizionati a metà dei lati corti e la loro apertura è disposta verticalmente, ad una altezza di metri 4,50.

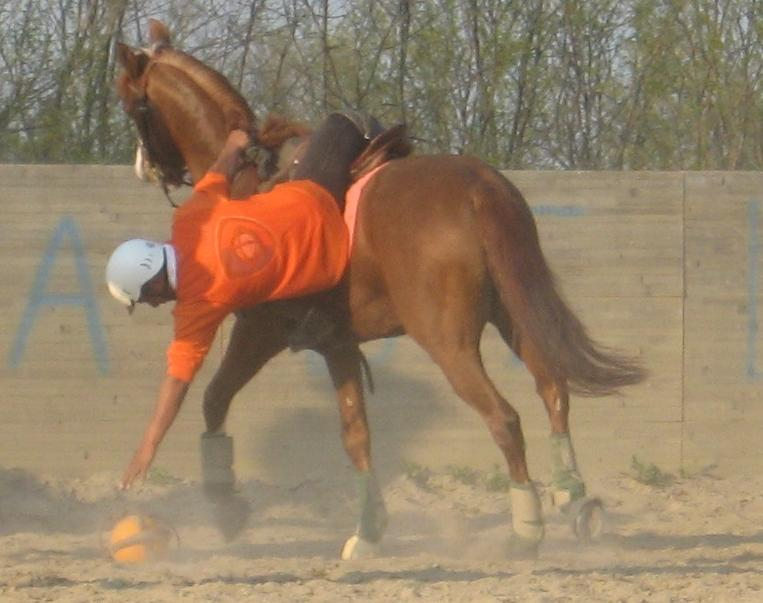
Ramassage, ovvero recupero palla

Vi sono alcune regole fondamentali per rendere il gioco pulito e non pericoloso:
1. È vietato andare nel senso contrario della palla, se questo accade, l'arbitro (uno a cavallo in campo, uno a bordo campo) dichiarerà una penalità uno, che consiste un tiro libero da 10,15 metri dal canestro, oppure una penalità due, rimessa in gioco da parte della squadra che veniva "contromano"
2. È vietato portare la palla più di 10 secondi a giocatore. Se ciò accade, l'arbitro assegnerà una penalità tre

La palla caduta deve essere recuperata da cavallo, senza mettere piede a terra e a qualsiasi andatura. È vietato il recupero a cavallo fermo. Il giocatore che effettua il recupero della palla (detto "ramassage") non può essere disturbato. Nella bardatura del cavallo è prevista la "cinghia di ramassage": una cinghia che unisce le due staffe per permettere al giocatore di chinarsi e raccogliere la palla a terra.